# Хосе Наполіс
Хосе Наполєс (ісп. José Nápoles; 13 квітня 1940, Сантьяго-де-Куба, Куба — 16 серпня 2019, Мехико
, Мексика) — Кубинський і мексиканський боксер. Чемпіон світу в напівсередній ваговій категорії (WBC, 1969—1970, 1971—1975; WBA, 1969—1970, 1971—1975). Протягом 40 років (до 2015 року ) був рекордсменом за кількістю перемог у боях за титул об'єднаного чемпіона незалежно від вагової категорії.
У 1969 році визнаний "Боксером року" за версією журналу "Рінг" .

## Професійна кар'єра
Дебютував на професійному рингу 2 серпня 1958, отримавши перемогу нокаутом в 1-му раунді.
3 червня 1961 року переміг за очками Анхеля Робинсона Гарсию.

### Втеча до Мексики
В 1961 Фідель Кастро заборонив на Кубі професійний спорт, в тому числі і бокс. У тому ж році Наполєс утік до Мексики, де й продовжив кар'єру професійного боксера. Перший бій на території Мексики провів 21 липня 1962 року, здобувши перемогу нокаутом у 2-му раунді.
22 червня 1964 року нокаутував у 7-му раунді венесуельця Карлоса Эрнандеса.
3 серпня 1965 року переміг за очками екс-чемпіона світу в 1-й напівсередній вазі американця Эдди Перкинса.

### Захист титулів у напівсередній вазі (1969-1970)
17 жовтня 1969 року переміг за очками екс-чемпіона світу в середній вазі Еміля Гріффіта . Рахунок суддів: 9-4, 11-4, 11-3.
14 лютого 1970 року нокаутував у 15-му раунді американця Эрни Лопеса.

### Захист титулів у напівсередній вазі (1971-1973)
14 грудня 1971 року переміг за очками американця Хедгемона Льюиса. Рахунок суддів: 8-7, 8-6, 9-4 .
28 березня 1972 року нокаутував у 7-му раунді британця Ральфа Чарльза.
10 червня 1972 року нокаутував у 2-му раунді американця Адольфа Прюітта.
28 лютого 1973 року вдруге у кар'єрі зустрівся з Эрни Лопесом. Переміг нокаутом у 7-му раунді.
23 червня 1973 року переміг за очками француза Рожера Менетре. Рахунок суддів: 149-139, 150-137, 150-134.
22 вересня 1973 року переміг за очками канадця Клайда Грея. Рахунок суддів: 70-67, 71-67, 71-65.

### Середня вага

#### Чемпіонський бій зКарлосом Монсоном
Наполі піднявся в середню вагу. 9 лютого 1974 року він зустрівся з чемпіоном світу WBC та WBA аргентинцем Карлосом Монсоном. Після 6-го раунду Наполіс відмовився від продовження бою .

### Повернення в напівсередню вагу. Захисту титулів (1974-1975)
Наполі повернувся в напівсередню вагу, в якій він як і раніше був чемпіоном. 3 серпня 1974 року вдруге зустрівся з американцем Хедгемоном Льюисом. Переміг технічним нокаутом у 9-му раунді.
14 грудня 1974 року нокаутував у 3-му раунді аргентинця Гораціо Сальдано.
29 березня 1975 року переміг за очками американця Армандо Муньиса.
16 травня 1975 року Наполеса було позбавлено титулу чемпіона світу в напівсередній вазі за версією WBA . Причиною цього стала відмова Хосе вийти на бій проти пуерториканця Анхеля Эспады, що займає перший рядок у рейтингу WBA.
12 липня 1975 року вдруге зустрівся з Армандо Муньисом. Для Хосе це був захист титулу чемпіона світу у напівсередній вазі за версією WBC. Чинний чемпіон виграв за очками. Рахунок суддів: 149-142, 149-139, 148-142.

### Поразка від Джона Стрейсі та втрата титулу
6 грудня 1975 року проводив захист титулу WBC у напівсередній вазі у бою проти британця Джона Стрейси. Зазнав поразки технічним нокаутом у 6-му раунді. Після цього пішов із боксу.

## Визнання
- У 1984 році включений до Всесвітньої зали боксерської слави .
- У 1990 році включений до Міжнародної зали боксерської слави[25].